# Salazar Spolzgad
Salazar Spolzgad (v izvirniku angleško Salazar Slytherin) je izmišljen lik iz serije fantazijskih romanov o Harryju Potterju britanske pisateljice J. K. Rowling.
Je eden izmed štirih ustanoviteljev Bradavičarke in največjih čarovnikov tistega časa. Po njem se zato imenuje tudi eden izmed domov, Spolzgad. Želel je, da bi na Bradavičarki poučevali samo čarovnike in čarovnice čistokrvnega porekla. Ker se s tem ostali ustanovitelji šole niso strinjali, je šolo zapustil. Zgradil pa je dvorano, za katero ostali ustanovitelji niso vedeli. V njej je prebival bazilisk. Dvorano skrivnosti je lahko odprl le njegov potomec, Mark Neelstin. Mark Neelstin pa je tudi razvil dnevnik ki bi lahko naslednjega neumnega učenca/ko omrežil in ta bi lahko odprl dvorano tudi sam vendar se tega ne bi zavedel. Dvorana je bila odprta dvakrat, prvič jo je odprl Mrlakenstein (Mark Neelstin), drugič pa Ginny Weasley. Baziliska je naposled ubil Harry Potter.